# Genevieve Knowles
Genevieve Kim „Genny“ Knowles (* 25. April 2000 in Vancouver, British Columbia) ist eine kanadisch-südkoreanische Eishockeytorhüterin.

## Karriere
Genevieve Knowles begann mit dem Eishockey an der Lawrenceville School, spielte 2018 in Südkorea für Phoenix. Bei den Olympischen Winterspielen 2018 in Pyeongchang bildeten Nord- und Südkorea eine gemeinsame Eishockeymannschaft der Frauen. Genevieve Knowles gehörte als eine von 23 Südkoreanerinnen zum 35-köpfigen Kader, da jedoch nur 22 Spielerinnen zum Einsatz kommen durften, blieb sie ohne Einsatz.